# Batyrosaurus rozhdestvenskyi
Batyrosaurus rozhdestvenskyi ("Lagarto de Batyrs de A. N. Rozhdestvensky") es la única especie conocida del género extinto Batyrosaurus de dinosaurio ornitópodo hadrosauroide basal que vivió a finales del período Cretácico, hace aproximadamente 83 millones de años entre el Santoniense y el Campaniense, en lo que es hoy Asia. Sus restos se encontraron en la Formación Bostobinskaya del centro de Kazajistán. Es posible que Batyrosaurus represente el mismo taxón que el dudoso Arstanosaurus akkurganensis ya que ambos fueron hallados en la misma formación geológica.
La especie tipo, B. rozhdestvenskyi fue nombrada y descrita en 2012 por Pascal Godefroit, François Escuillié, Yuri Bolotsky y Pascaline Lauters. El nombre genérico se deriva de Batyr, los guerreros héroes kazajos. El nombre específico honra a Anatoly Konstantinovich Rozhdestvensky.
El holotipo, AEHM 4/1, fue encontrado cerca de Akkurgan en una capa de la formación Bostobinskaya que data del Santoniano-Campaniano, cerca de 84 millones de años atrás. Se compone de un esqueleto parcial, incluyendo un cráneo parcial, las mandíbulas inferiores, sesenta dientes individuales, el esternón, el húmero derecho, el radio izquierdo, los metacarpos y las falanges. Los autores consideraron Arstanosaurus akkurganensis un nomen dubium y no remitieron su material.
Batyrosaurus es un hadrosauroide de tamaño mediano de unos 5 a 6 metros de longitud. Se establecieron varias autapomorfias, características derivadas únicas. Los huesos parietales en su parte posterior forman solapas óseas que se superponen al supraoccipital pero no tocan los lados de los paraoccipitales y son solapados por los escamosales. Los huesos frontales son alargados, aproximadamente 70% más largos que anchos. El lado exterior de la rama frontal del jugal muestra un canal horizontal profundo debajo de la sutura con el lagrimal. La superficie articular del surangular está perforada por un agujero.
Entre el material encontrado se encontraba una garra de unos cuatro centímetros de largo. Se hizo un yeso del endocráneo, mostrando impresiones arteriales finas en su superficie interna, indicando que estaba casi completamente lleno de tejido cerebral.
Un análisis cladístico mostró que Batyrosaurus tenía una posición basal en Hadrosauroidea, por encima de Altirhinus pero por debajo de Probactrosaurus en el árbol evolutivo. Como Tethyshadros en su análisis era un hadrosáurido, los autores consideraron a Batyrosaurus el más joven conocido hadrossuroide no hadrosáurido. Esto fue visto como una indicación de que no sólo hadrosauroides sino también hadrosáuridos originalmente se desarrollado en Asia y sólo más tarde emigraron a América del Norte.